# Cá heo California
Cá heo California (danh pháp hai phần: Phocoena sinus) Cá heo California còn có tên gọi quốc tế là Vaquita theo tiếng Tây Ban Nha nghĩa là "con bò nhỏ "là một loài cá trong họ Cá heo chuột. Cá heo California có môi trường sống giới hạn khu vực phía bắc của vịnh California, Baja California, Mexico. Chúng sống ở các đầm phá nông, đục dọc theo các bờ biển và hiếm khi được nhìn thấy ở nhiều nước sâu hơn 30 mét, thật sự nó có thể tồn tại trong các ao hồ để nông nhô ra trở lại trên bề mặt. Loài cá vi này thường được nhìn thấy trong nước 11-50 mét sâu, 11–25 km từ bờ biển, trên đáy bùn và đất sét. Môi trường sống của nó được đặc trưng bởi nước đục với có nhiều con mồi với hàm lượng dinh dưỡng cao.
Vaquita, loài động vật có vú biển quý hiếm nhất thế giới, đang trên bờ vực tuyệt chủng. Hoàn cảnh khó khăn của các loài giáp xác—cá voi, cá heo và cá heo—nói chung được minh họa bằng sự suy giảm nhanh chóng của loài vaquita ở Mexico, chỉ còn lại khoảng 10 cá thể . Loài cá heo nhỏ này mãi đến năm 1958 mới được phát hiện và hơn nửa thế kỷ sau, chúng ta đang trên bờ vực mất chúng mãi mãi. Vaquita thường bị đánh bắt và chết đuối trong lưới rê được sử dụng bởi các hoạt động đánh bắt trái phép ở các khu bảo tồn biển thuộc Vịnh California của Mexico. Dân số đã giảm đáng kể trong vài năm qua. Theo WWF 

## Hình ảnh

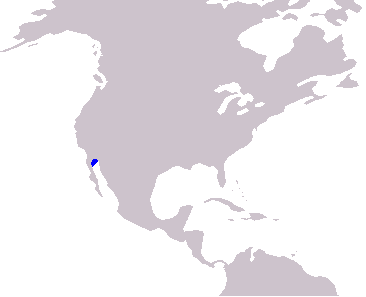
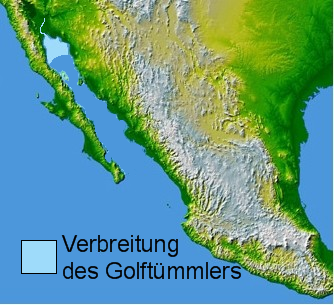
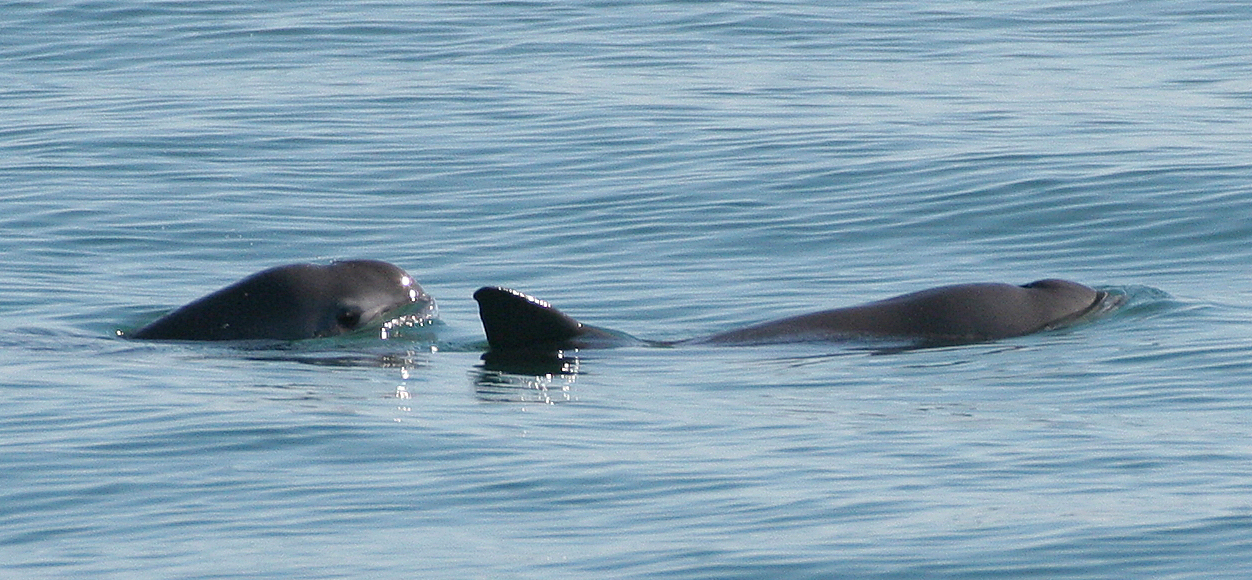
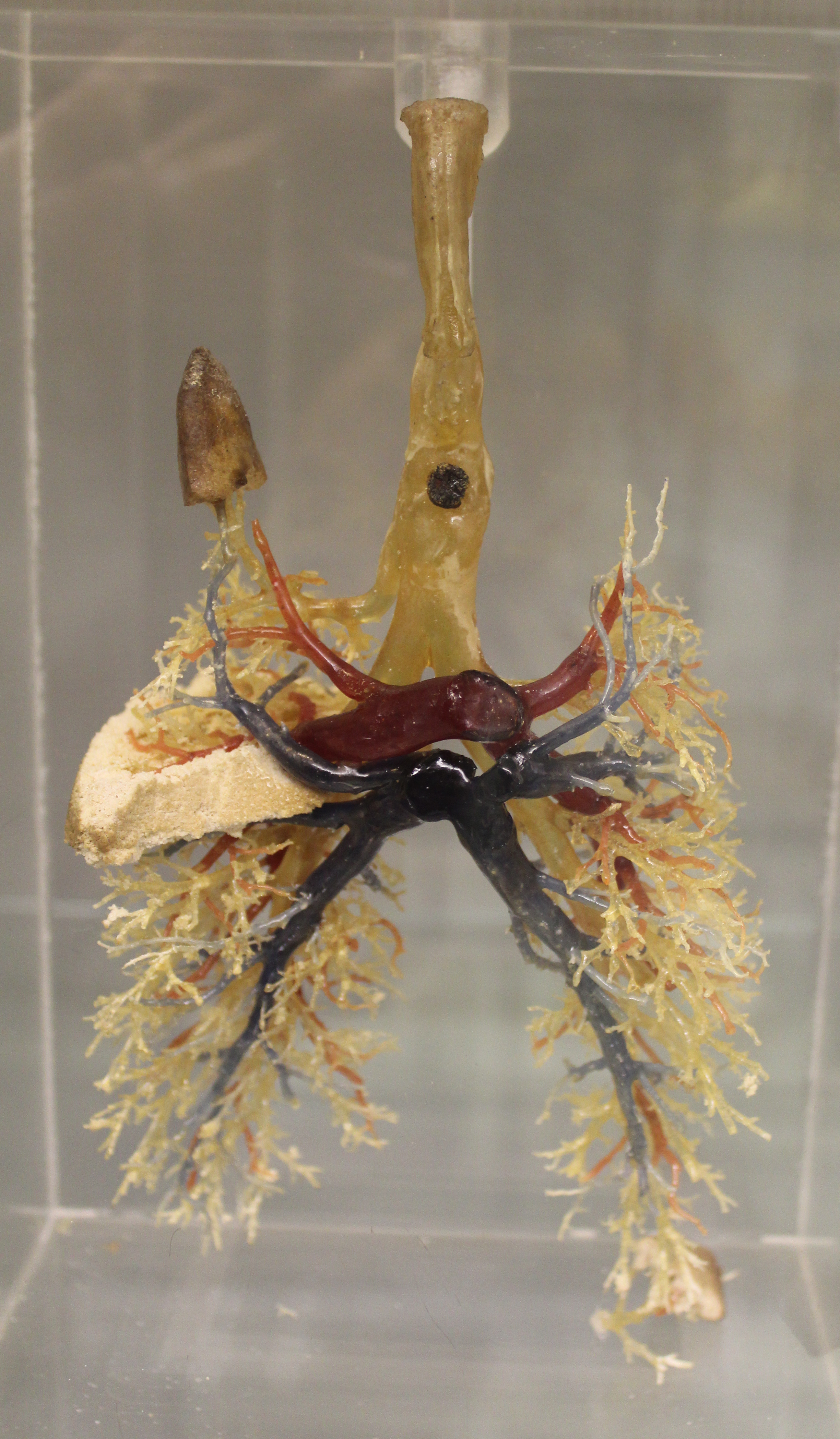